# Johnny Gill

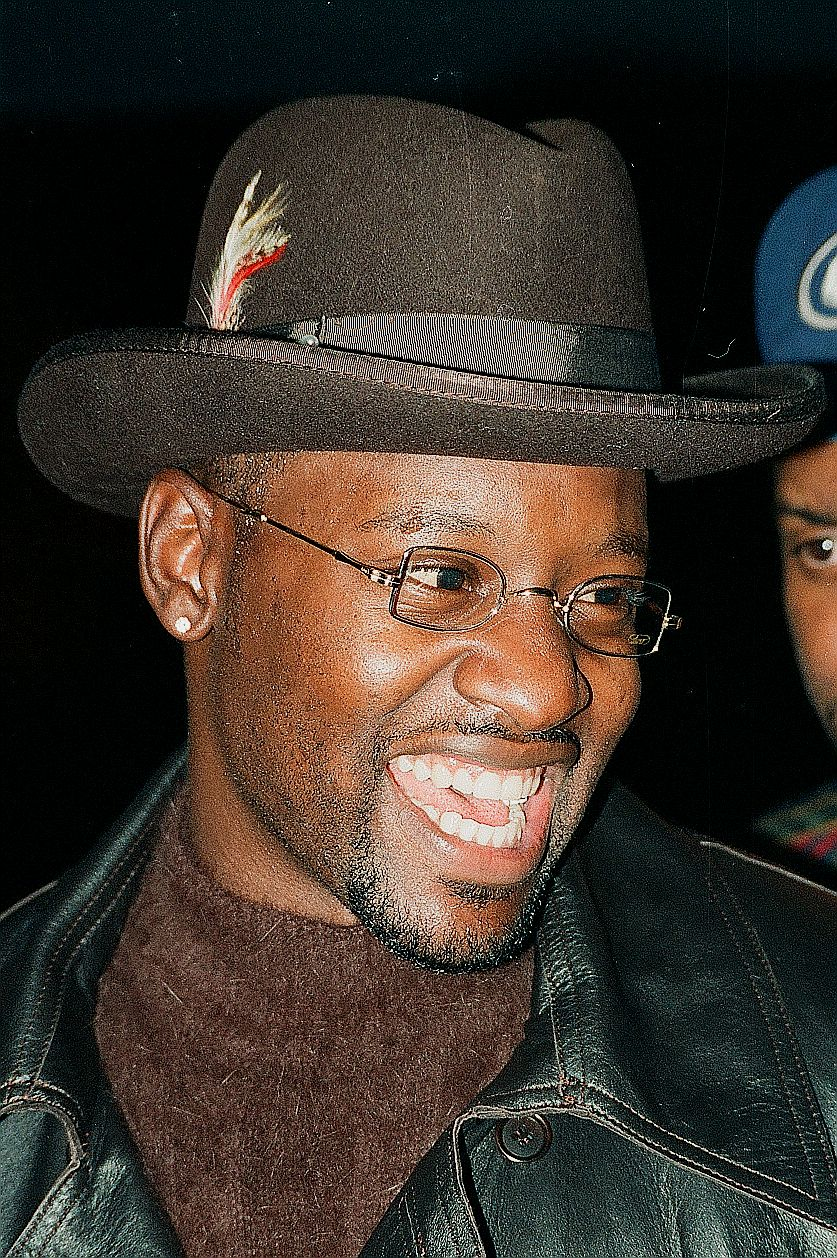
Johnny Gill (1998)

Johnny Gill (* 22. Mai 1966 in Washington, D.C.) ist ein US-amerikanischer R&B-Sänger und Schauspieler. 1990 gelangen ihm mit Rub You the Right Way und My, My, My zwei Top-10-Hits in den USA. Weitere große Erfolge hatte er als Mitglied der Gruppe New Edition und als Teil der Supergroup LSG.

## Biografie
Johnny Gill sang bereits in jungen Jahren in der Gospelgruppe Wings of Faith. Er schloss darüber hinaus Freundschaft mit der bereits als Teenager erfolgreichen R&B-Sängerin Stacy Lattisaw, die seine Stimme sehr mochte und ihn bei der Plattenfirma Cotillion weiterempfahl. Die beiden blieben über die Jahre künstlerisch verbunden. Gill unterschrieb ebenfalls bei Cotillion einen Vertrag und nahm hier ab 1983 drei Alben auf, darunter eine Duett-LP mit Stacy Lattisaw. Der Versuch ihn als Teenager-Star aufzubauen verlief allerdings nur mäßig erfolgreich. Lediglich mit dem Titelsong aus der LP mit Lattisaw gelang 1984 ein Top-10-Hit in den R&B-Charts (Perfect Combination). Kleinere Hits waren Super Love (1983) und Half Crazy (1985).
1987 wurde er Mitglied bei New Edition, seine erste LP mit der Gruppe war Heart Break bei MCA. Gill wurde hervorragend bei den Fans angenommen, das Album verkaufte sich über zwei Millionen Mal. Sicher auch deshalb strebte er weiterhin eine Solo-Karriere an. Ende 1989 unterschrieb er schließlich für Solo-Veröffentlichungen beim legendären Motown-Label, bei dem zu diesem Zeitpunkt auch seine Jugendfreundin Stacy Lattisaw Platten aufnahm.
Insgesamt gelangen Gill ab 1983 über 25 Hits in den R&B-Charts. Vier Mal stand er auf dem ersten Platz: Where Do We Go from Here, ein Duett mit Lattisaw, schaffte Anfang 1990 nicht den Sprung in die Pop-Hitlisten. Das änderte sich wenig später mit Rub You the Right Way und My, My, My (1990), beide Top 10 der Billboard Hot 100. 1991 folgte Wrap My Body Tight. Die drei zuletzt genannten Singles stammten alle aus seinem vom New Jack Swing beeinflussten Album Johnny Gill, das sich alleine in den USA über drei Millionen Mal verkaufte. Es blieb bis heute sein größter kommerzieller Triumph.
1992 hatte er zwei Erfolge, bei denen er gefeaturet wurde: Silent Prayer entstand mit Shanice, Slow and Sexy mit Shabba Ranks. Letztere Single erhielt eine Gold-Auszeichnung.
Seit Mitte der 1990er Jahre gelang Gill zwar nicht mehr der Sprung in die Pop-Charts, dennoch war er immer wieder in den R&B-Hitlisten vertreten.
1997 nahm er zusammen mit Gerald Levert und Keith Sweat als LSG das Album Levert – Sweat – Gill auf, ein weiterer großer Erfolg.
Seit Mitte der 2000er Jahre versuchte sich Gill auch in mehreren Filmen als Schauspieler.

## Privat
Johnny Gill war nie verheiratet, hat jedoch einen Sohn, der 2006 geboren wurde.

## Diskografie

### Studioalben
| Jahr | Titel Musiklabel Katalog-Nr.             | Höchstplatzierung, Gesamtwochen, AuszeichnungChartplatzierungen (Jahr, Titel, Musiklabel Katalog-Nr., Platzierungen, Wochen, Auszeichnungen, Anmerkungen) | Höchstplatzierung, Gesamtwochen, AuszeichnungChartplatzierungen (Jahr, Titel, Musiklabel Katalog-Nr., Platzierungen, Wochen, Auszeichnungen, Anmerkungen) | Höchstplatzierung, Gesamtwochen, AuszeichnungChartplatzierungen (Jahr, Titel, Musiklabel Katalog-Nr., Platzierungen, Wochen, Auszeichnungen, Anmerkungen) | Anmerkungen                                                                                              |
| Jahr | Titel Musiklabel Katalog-Nr.             | UK | US | R&B | Anmerkungen                                                                                              |
| ---- | ---------------------------------------- | --- | --- | --- | --- |
| 1983 | Johnny Gill Cotillion 90103              | — | — | R&B64 (3 Wo.)R&B | Erstveröffentlichung: 6. April 1983 Produzent: Freddie Perren                                            |
| 1984 | Perfect Combination Cotillion 90136      | — | US139 (8 Wo.)US | R&B27 (25 Wo.)R&B | Erstveröffentlichung: 12. Februar 1984 mit Stacy Lattisaw Produzent: Narada Michael Walden               |
| 1985 | Chemistry Cotillion 90250                | — | — | R&B51 (9 Wo.)R&B | Erstveröffentlichung: 22. April 1985 Produzenten: Bill Neale, Dennis Matkosky, Linda Creed               |
| 1990 | Johnny Gill Motown 6283                  | — | US8 ×2Doppelplatin · (60 Wo.)US | R&B1 (67 Wo.)R&B | Erstveröffentlichung: 17. April 1990 Produzenten: Jimmy Jam, Terry Lewis, L.A. Reid, Babyface, Randy Ran |
| 1993 | Provocative Motown 6355                  | UK42 (3 Wo.)UK | US14 Gold · (20 Wo.)US | R&B4 (46 Wo.)R&B | Erstveröffentlichung: 8. Juni 1993 Executive Producer: Jimmy Jam, Terry Lewis, Jheryl Busby, Vida Sparks |
| 1996 | Let’s Get the Mood Right Motown 0646     | — | US32 Gold · (26 Wo.)US | R&B7 (38 Wo.)R&B | Erstveröffentlichung: 8. Oktober 1996 Executive Producer: Andre Harrell, Johnny Gill, Steve McKeever     |
| 2011 | Still Winning J Skillz / Notifi 1101     | — | US17 (5 Wo.)US | R&B4 (25 Wo.)R&B | Erstveröffentlichung: 11. Oktober 2011 Executive Producer: Ira DeWitt, Johnny Gill                       |
| 2014 | Game Changer J Skillz / Caroline 9002163 | — | US56 (8 Wo.)US | R&B6 (37 Wo.)R&B | Erstveröffentlichung: 9. Dezember 2014 Executive Producer: David Lombard, Johnny Gill                    |

### Kompilationen
- 1997: Favorites (Motown 314 530 842)
- 2002: Ultimate Collection (Hip-O 314 584 274)
- 2003: The Best of Johnny Gill (Motown B0000544)
- 2005: Love Songs (Motown B0003828)
- 2013: Ballads (Motown)

### Singles
| Jahr | Titel Album                                             | Höchstplatzierung, Gesamtwochen, AuszeichnungChartplatzierungen (Jahr, Titel, Album, Platzierungen, Wochen, Auszeichnungen, Anmerkungen) | Höchstplatzierung, Gesamtwochen, AuszeichnungChartplatzierungen (Jahr, Titel, Album, Platzierungen, Wochen, Auszeichnungen, Anmerkungen) | Höchstplatzierung, Gesamtwochen, AuszeichnungChartplatzierungen (Jahr, Titel, Album, Platzierungen, Wochen, Auszeichnungen, Anmerkungen) | Höchstplatzierung, Gesamtwochen, AuszeichnungChartplatzierungen (Jahr, Titel, Album, Platzierungen, Wochen, Auszeichnungen, Anmerkungen) | Anmerkungen |
| Jahr | Titel Album                                             | UK | US | R&B | Dance | Anmerkungen |
| ---- | ------------------------------------------------------- | --- | --- | --- | --- | --- |
| 1983 | Super Love Johnny Gill (1983)                           | — | — | R&B29 (11 Wo.)R&B | — | Erstveröffentlichung: Mai 1983 Autoren: Elliot Wolff, Freddie Perren, Keni St. Lewis |
| 1983 | When Something Is Wrong with My Baby Johnny Gill (1983) | — | — | R&B57 (7 Wo.)R&B | — | Erstveröffentlichung: August 1983 Autoren: David Porter, Isaac Hayes Original: Sam Moore, 1966                                                                                          |
| 1984 | Perfect Combination                                     | — | US75 (9 Wo.)US | R&B10 (15 Wo.)R&B | — | Erstveröffentlichung: März 1984 mit Stacy Lattisaw Autoren: Narada Michael Walden, Preston Glass                                                                                        |
| 1984 | Baby It’s You Perfect Combination                       | — | — | R&B37 (10 Wo.)R&B | — | Erstveröffentlichung: Mai 1984 mit Stacy Lattisaw Autoren: Burt Bacharach, Mack David, Barney Williams Original: The Shirelles, 1961                                                    |
| 1984 | Block Party Perfect Combination                         | — | — | R&B63 (7 Wo.)R&B | Dance48 (5 Wo.)Dance | Erstveröffentlichung: Juli 1984 mit Stacy Lattisaw Autoren: Narada Michael Walden, Preston Glass                                                                                        |
| 1985 | Half Crazy Chemistry                                    | — | — | R&B26 (16 Wo.)R&B | — | Erstveröffentlichung: Dezember 1984 Autoren: Linda Creed, Lonnie Jordan |
| 1985 | Can’t Wait til Tomorrow Chemistry                       | — | — | R&B49 (9 Wo.)R&B | — | Erstveröffentlichung: April 1985 Autoren: Billy Neale, Dennis Matkosky, Barry Alfanzo                                                                                                   |
| 1989 | Where Do We Go from Here What You Need                  | — | — | R&B1 (18 Wo.)R&B | — | Erstveröffentlichung: Dezember 1989 mit Stacy Lattisaw Autor: LeMel Humes |
| 1990 | Rub You the Right Way Johnny Gill (1990)                | UK77 (2 Wo.)UK | US3 Gold · (23 Wo.)US | R&B1 (18 Wo.)R&B | Dance16 (10 Wo.)Dance | Erstveröffentlichung: März 1990 Autoren: Jimmy Jam, Terry Lewis |
| 1990 | My, My, My Johnny Gill (1990)                           | UK89 (3 Wo.)UK | US10 (16 Wo.)US | R&B1 (24 Wo.)R&B | — | Erstveröffentlichung: 16. Mai 1990 Backing Vocals: After 7 Autoren: Babyface, Daryl Simmons                                                                                             |
| 1990 | Fairweather Friend Johnny Gill (1990)                   | — | US28 (16 Wo.)US | R&B2 (17 Wo.)R&B | — | Erstveröffentlichung: August 1990 Autoren: Babyface, L.A. Reid, Daryl Simmons |
| 1991 | Wrap My Body Tight Johnny Gill (1990)                   | UK57 (3 Wo.)UK | US84 (4 Wo.)US | R&B1 (18 Wo.)R&B | Dance48 (2 Wo.)Dance | Erstveröffentlichung: Januar 1991 Autoren: Jimmy Jam, Terry Lewis |
| 1991 | I’m Still Waiting New Jack City (Soundtrack)            | — | — | R&B27 (12 Wo.)R&B | — | Erstveröffentlichung: August 1991 vom Soundtrack des Films New Jack City Autor: Herman Randall Davis                                                                                    |
| 1992 | Silent Prayer Inner Child                               | — | US31 (17 Wo.)US | R&B4 (19 Wo.)R&B | — | Erstveröffentlichung: April 1992 Shanice feat. Johnny Gill Autoren: Narada Michael Walden, Jeffrey Cohen                                                                                |
| 1992 | Let’s Just Run Away Mo’ Money (Soundtrack)              | — | — | R&B56 (10 Wo.)R&B | — | Erstveröffentlichung: Juni 1992 nur durch Airplay platziert; vom Soundtrack des Films Meh’ Geld Autoren: Terry Lewis, Jimmy Jam, George Duke, Lance Alexander, Tony Tolbert             |
| 1992 | There U Go Boomerang (Soundtrack)                       | — | — | R&B21 (20 Wo.)R&B | — | Erstveröffentlichung: August 1992 nur durch Airplay platziert; vom Soundtrack des Films Boomerang Autoren: Babyface, L. A. Reid, Daryl Simmons                                          |
| 1992 | Slow and Sexy X-Tra Naked                               | UK17 (7 Wo.)UK | US33 Gold · (19 Wo.)US | R&B4 (20 Wo.)R&B | — | Erstveröffentlichung: September 1992 Shabba Ranks feat. Johnny Gill Autoren: Jimmy Jam, Terry Lewis, Shabba Ranks, Sly Dunbar, Clifton Dillon                                           |
| 1993 | The Floor Provocative                                   | UK53 (1 Wo.)UK | US56 (10 Wo.)US | R&B11 (19 Wo.)R&B | — | Erstveröffentlichung: April 1993 Autoren: Jimmy Jam, Terry Lewis |
| 1993 | I Got You Provocative                                   | — | — | R&B35 (11 Wo.)R&B | — | Erstveröffentlichung: August 1993 Backing Vocals: Boyz II Men Autoren: Nathan Morris, Wanyá Morris, Shawn Stockman                                                                      |
| 1993 | Long Way from Home Provocative                          | — | — | R&B42 (14 Wo.)R&B | — | Erstveröffentlichung: Oktober 1993 Backing Vocals: Babyface, Marc Nelson, Alexandra Brown Autoren: Babyface, L. A. Reid, Daryl Simmons                                                  |
| 1994 | Quiet Time to Play Provocative                          | — | — | R&B25 (19 Wo.)R&B | — | Erstveröffentlichung: Dezember 1993 Livetrack; Backing Vocals: Karyn White Autoren: Jimmy Jam, Terry Lewis, McKinley Horton                                                             |
| 1994 | A Cute, Sweet, Love Addiction Provocative               | UK46 (2 Wo.)UK | — | — | — | Erstveröffentlichung: Januar 1994 Autoren: Jimmy Jam, Terry Lewis |
| 1996 | Let’s Get the Mood Right                                | — | US53 (18 Wo.)US | R&B17 (20 Wo.)R&B | — | Erstveröffentlichung: September 1996 Autor: Babyface |
| 1996 | It’s Your Body Let’s Get the Mood Right                 | — | US43 (19 Wo.)US | R&B19 (20 Wo.)R&B | — | Erstveröffentlichung: November 1996 feat. Roger Troutman Autor: Johnny Gill |
| 1997 | Love in an Elevator Let’s Get the Mood Right            | — | — | R&B59 (10 Wo.)R&B | — | Erstveröffentlichung: April 1997 Autoren: Steven Tyler, Joe Perry, Charles Farrar, Troy Taylor, Carlton Thomas Original: Aerosmith, 1989                                                |
| 1998 | Give Love on Christmas Day –                            | — | — | R&B71 (1 Wo.)R&B | — | Erstveröffentlichung: Dezember 1997 nur durch Airplay platziert Autoren: Berry Gordy, Christine Yarian, Alphonso Mizell, Deke Richards, Freddie Perren Original: The Jackson Five, 1970 |
| 2011 | In the Mood Still Winning                               | — | — | R&B33 (20 Wo.)R&B | — | Erstveröffentlichung: Juni 2011 Autoren: Ralph Stacy, Dave Young, Johnny Gill |